# Mitsukurina owstoni
Mitsukurina owstoni là một loài cá mập biển sâu, loài còn sống duy nhất trong họ Mitsukurinidae. Đây có lẽ là loài khác biệt và kỳ dị nhất so với các loài cá mập khác bởi hình dáng xấu xí, trong khi cái mũi khoằm dài hơn các loài cá mập khác và giống với mỏ chim, thì nó còn có một cái sừng dài hơn cả mõm giống với hình cái bay. Ngoài ra, chúng có cơ thể chủ yếu là màu hồng, cùng với bộ hàm có khả năng co duỗi ra ngoài để đớp con mồi. Khi bộ hàm co lại, trông chúng khá giống với loài cá nhám xám hồng (Carcharias taurus)  nhưng có thêm cái sừng dài.
Loài này được tìm thấy ở vùng biển sâu, rất sâu nơi mà ánh nắng mặt trời khó có thể chạm tới (độ sâu khoảng 200m). Chúng có thể được tìm thấy trên khắp thế giới, từ Úc ở Thái Bình Dương tới  vịnh Mexico ở Đại Tây Dương. Chúng được biết đến nhiều nhất là ở vùng biển quanh Nhật Bản, nơi mà các loài được phát hiện lần đầu tiên nhờ vào khoa học hiện đại.
Đây là loài cá mập ăn một loạt các sinh vật vùng nước sâu. Trong số con mồi của chúng thì chủ yếu là mực ống, cá, cua, các vi khuẩn sống sâu dưới biển. Lịch sử loài và thói quen sinh sản của chúng hầu như không được biết đến do con người bắt gặp chúng là rất hiếm và chúng không có mối đe dọa nào đối với con người. Tuy rất hiếm nhưng chúng cũng không thật sự bị đe doạ tuyệt chủng, vì thế không được xếp vào những loài có nguy cơ bị tuyệt chủng của IUCN.

## Phân bố và môi trường sống
Đây là loài cá sống ở tầng nước sâu, thường được tìm thấy gần đáy biển, ở độ sâu khoảng 250 m. Mẫu vật sâu nhất từng bắt được tại độ sâu 1.300 m.
Hầu hết cá mập yêu tinh bắt được ở Nhật Bản, đặc biệt là ở khu vực giữa vịnh Tosa và bán đảo Boso. Phạm vi phân bố của loài này ở Ấn Độ - Thái Bình Dương bao gồm vùng biển ngoài khơi Nam Phi, ngoài khơi bờ biển của Úc  New Zealand và California.
Ở Đại Tây Dương, người ta bắt gặp chúng ngoài khơi bờ biển Guiana (thuộc Pháp), vịnh Mexico, phía đông vịnh Biscay, ngoài khơi bờ biển Madeira và vùng bờ biển Bồ Đào Nha, bắc Tây Ban Nha.
Hiện nay có khoảng 45 mẫu vật của cá mập yêu tinh được biết đến trên thế giới.

## Mô tả

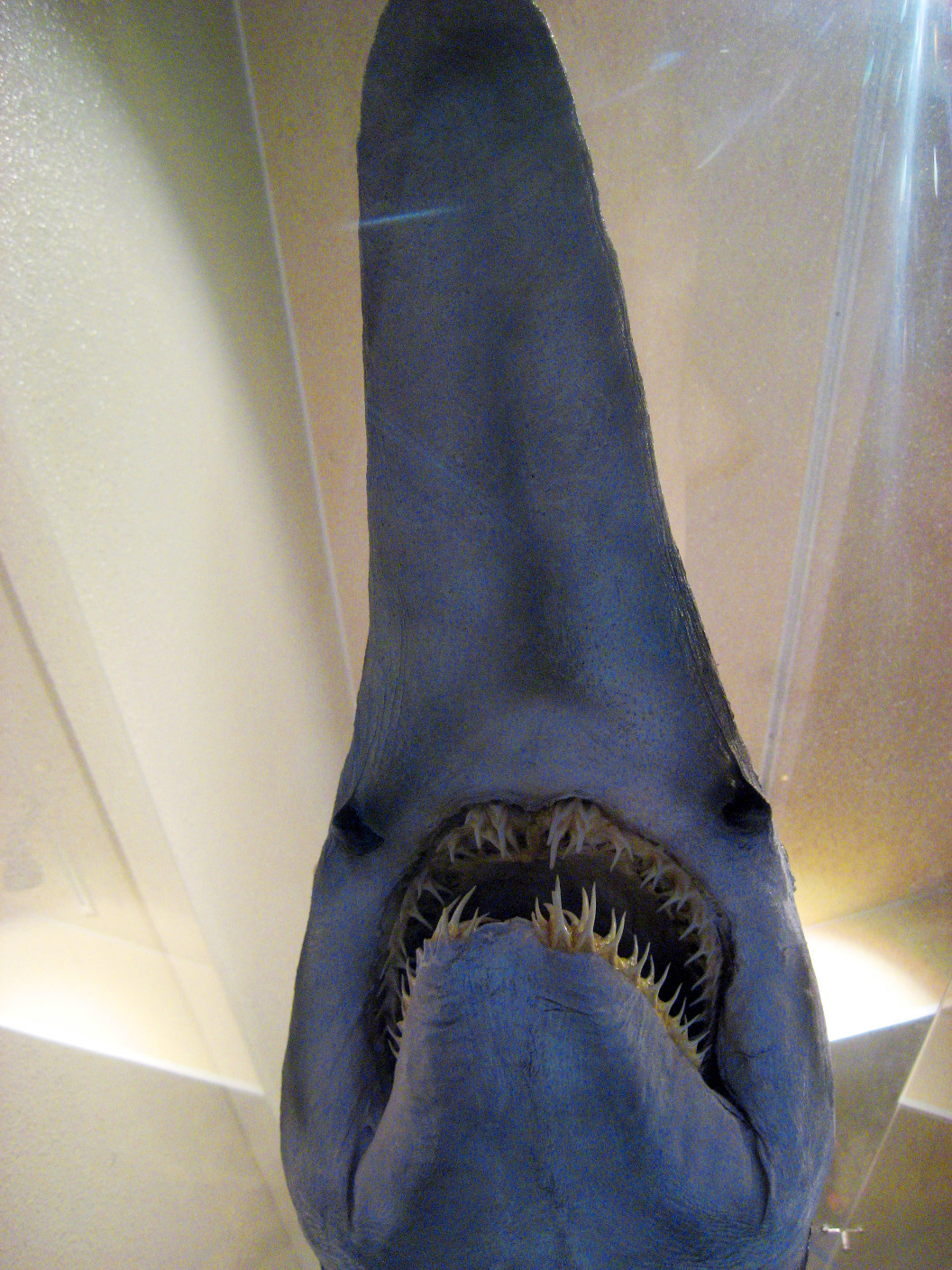
Phần đầu của cá mập yêu tinh

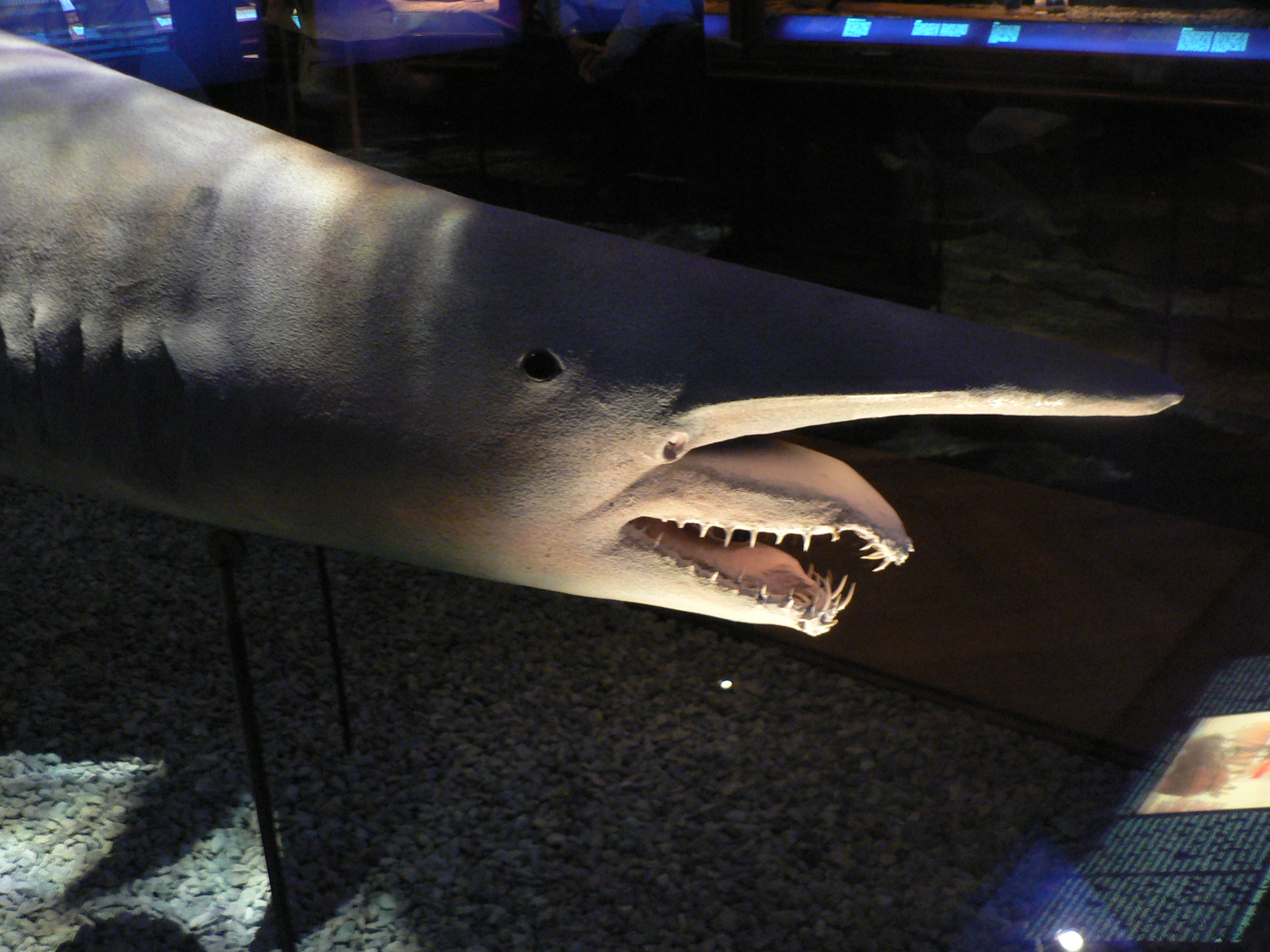
Mô hình mẫu với phần hàm mở rộng

Con đực trưởng thành thường có chiều dài từ 2,4 - 3,1 m (7,9 ft 10) và con cái là từ 3,1 - 3,5 m (10–11 ft). Mẫu vật lớn nhất được tìm thấy có chiều dài tới 3,9 m (13 ft) và nặng 210 kg (£ 460). Cơ thể của cá mập yêu tinh nói chung tương đối thấp và tròn, với vây hậu môn và vây bụng lớn hơn so với vây lưng. Trong khi đó, vây đuôi của chúng tương tự như loài cá nhám thu, với thùy trên dài hơn so với thùy dưới. Ngoài ra, đuôi cá mập yêu tinh thiếu một vây thùy bụng.
Đây là loài cá mập duy nhất có cơ thể màu hồng, chính là do các mạch máu trong suốt bên dưới da trong khi vây có màu xanh. Cá mập yêu tinh thiếu một màng mắt. Các răng cửa dài, trong khi các răng phía sau được điều chỉnh để phù hợp với việc nghiền thức ăn.
Cá mập yêu tinh có 25% trọng lượng cơ thể của loài cá mập này là gan, tương tự như cá mập sân phơi (Cetorhinus maximus) và cá mập thằn lằn, giúp chúng nổi được bởi chúng cũng thiếu một bàng quang bơi.

## Sinh học
Cá mập yêu tinh săn mồi bằng cách cảm nhận sự hiện diện của con mồi nhờ các bộ phận cảm ứng điện trên cái sừng hình bay và mõm bởi môi trường sống của chúng là những nơi thiếu ánh sáng. Khi một con cá mập tìm thấy con mồi, nó đột ngột nhô hàm của nó ra, trong khi đó chúng sử dụng cơ lưỡi giống như để hút con mồi vào.
Thức ăn của chúng là các sinh vật biển sâu như cá hồng bụng đen (Helicolenus dactylopterus), mực ống và động vật giáp xác.
Do môi trường sống nên cá mập yêu tinh gần như không có kẻ thù ăn thịt nào. Những loài "gần gũi" nhất với chúng chỉ có các loài ký sinh trùng bao gồm sán dây (Litobothrium amsichensis và Marsupiobothrium gobelinus).

### Sinh sản
Quá trình giao phối cũng như thời gian sinh sản của cá mập yêu tinh gần như không được biết đến bởi người ta chưa bao giờ bắt được một con cá mập cái mang thai nào. Chúng được người ta giả định là loài thụ tinh trong, trứng trưởng thành và nở bên trong cơ thể con cái trước khi những con cá mập con được đẻ.

## Mối quan hệ với con người
Năm 2004, cá mập yêu tinh được IUCN phân vào loài ít quan tâm nhưng trên thực tế chúng lại là loài được " quan tâm nhất " bởi hình dáng kỳ dị ít được biết đến. Lý do là dù cá mập yêu tinh bắt gặp tương đối hiếm trong tự nhiên nhưng nó là loài phân bố trên toàn thế giới, kết hợp với thực tế rằng nó không thường xuyên bị đánh bắt trong quá trình khai thác thủy sản, đảm bảo rằng loài này không có nguy cơ tuyệt chủng. IUCN mô tả các mối đe dọa lớn đối với chúng chỉ là việc đánh bắt một cách vô ý, ô nhiễm nguồn nước ở mức độ thấp, vì vậy mục đích bảo tồn loài này cũng không cụ thể.
Cá mập yêu tinh thường được bắt gặp trong quá trình đánh bắt các loài hải sản biển sâu khác bởi những chiếc lưới hoặc cần câu dài. Một vài nhà sưu tầm xương quai hàm cá mập yêu tinh có nhu cầu săn những con cá này nên giá của những bộ hàm cá mập yêu tinh dao động từ 1500$ đến 4000$.
Con yêu tinh đầu tiên bị bắt bởi một ngư dân người Nhật Bản tại ngoài khơi bờ biển Yokohama, Nhật Bản vào năm 1897. Mẫu này sau đó được xác định là một con cá mập đực có chiều dài 3,5 ft.
Năm 1985, một con cá mập yêu tinh được phát hiện tại vùng biển ngoài khơi phía đông Australia. Một số mẫu vật bị bắt trong vùng biển lân cận New South Wales và Tasmania và hiện đang được bảo quản tại Bảo tàng Australia. Một mẫu vật dài 4 mét đã bị bắt trong vùng biển ngoài khơi Tasmania vào năm 2004 và đã được đưa vào bộ sưu tập cá quốc gia ở Hobart. Còn tại New Zealand, một con cá mập yêu tinh cũng đã được đánh bắt vào năm 1988.
Trong năm 2003, hơn 100 con cá mập yêu tinh đã bị bắt ngoài khơi bờ biển phía Tây bắc của Đài Loan. Những con cá mập này bắt được sau một thời gian ngắn tại khu vực có trận động đất xảy ra.
Một cá mập yêu tinh được bắt bởi trường Đại học Tokai của Nhật Bản, mẫu vật đó đã chết sau một tuần. [ 13 ]
Ngày 25 tháng 1 năm 2007, một con cá mập dài 1,3 m đã bị bắt sống ở vịnh Tokyo ở vùng nước sâu từ 150 – 200 m (500 – 650 ft). Nó đã được đưa đến công viên cuộc sống biển Tokyo để thả trong một hồ cá, nhưng đã bị chết hai ngày sau đó.
Tháng 4 năm 2007, một số con cá mập yêu tinh đã được nhìn thấy bơi trong vùng nước nông tại vùng biển Nhật Bản. Đây là lần đầu tiên người ta thấy cá mập yêu tinh bơi lội ở vùng nước nông.
Trong tháng 8 năm 2008, một con cá mập yêu tinh sống được quay trong tự nhiên trên kênh truyền hình NHK (chương trình NHK Tokushuu ngày 31 tháng 8). Trong quá trình quay phim, con cá mập nhỏ có chiều dài 1,3 mét cắn vào tay một người thợ lặn, nhưng hành động này chỉ nhằm chứng tỏ chuyển động cơ hàm của chúng và cơ bản hiện nay chúng vẫn được công nhận là loài không đe dọa tới con người.